# Germoglio

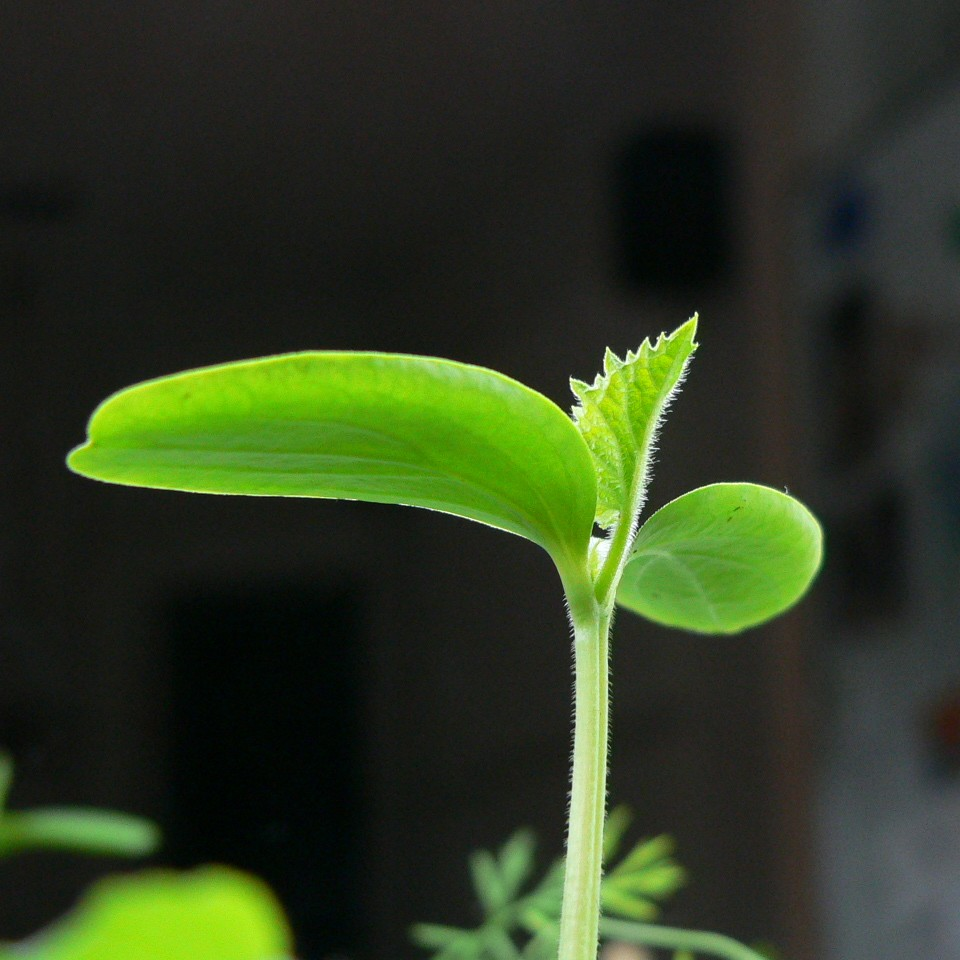
Germoglio di una pianta di cetriolo

Per germoglio, anche detto getto o butto, si intende il prodotto del seme vegetale quando questo viene interrato. In alternativa, per germoglio si intende il giovane ramoscello o il gruppo di foglioline che nascono dalla gemma di una pianta.
Quando il seme di una pianta trova le condizioni di umidità e le termperature adeguate per attivarsi viene prodotto il germoglio. Il processo di attivazione e di produzione del germoglio viene detto germinazione.
All'interno del seme oltre agli enzimi metabolici e alle sostanze nutritive è già presente un germoglio embrionale composto di foglie embrionali e radice embrionale che spuntano dal seme non appena inizia il processo di germinazione.
Grazie agli enzimi attivati durante la germinazione le sostanze nutritive all'interno del seme sono predigerite, quindi le proteine sono scisse in amminoacidi e i lipidi in glicerolo e acidi grassi. I semi e i germogli hanno un contenuto energetico molto elevato dovuto alla grande quantità di carboidrati e sono poveri di grassi, che servono appunto alla germinazione.